# Vindeliker

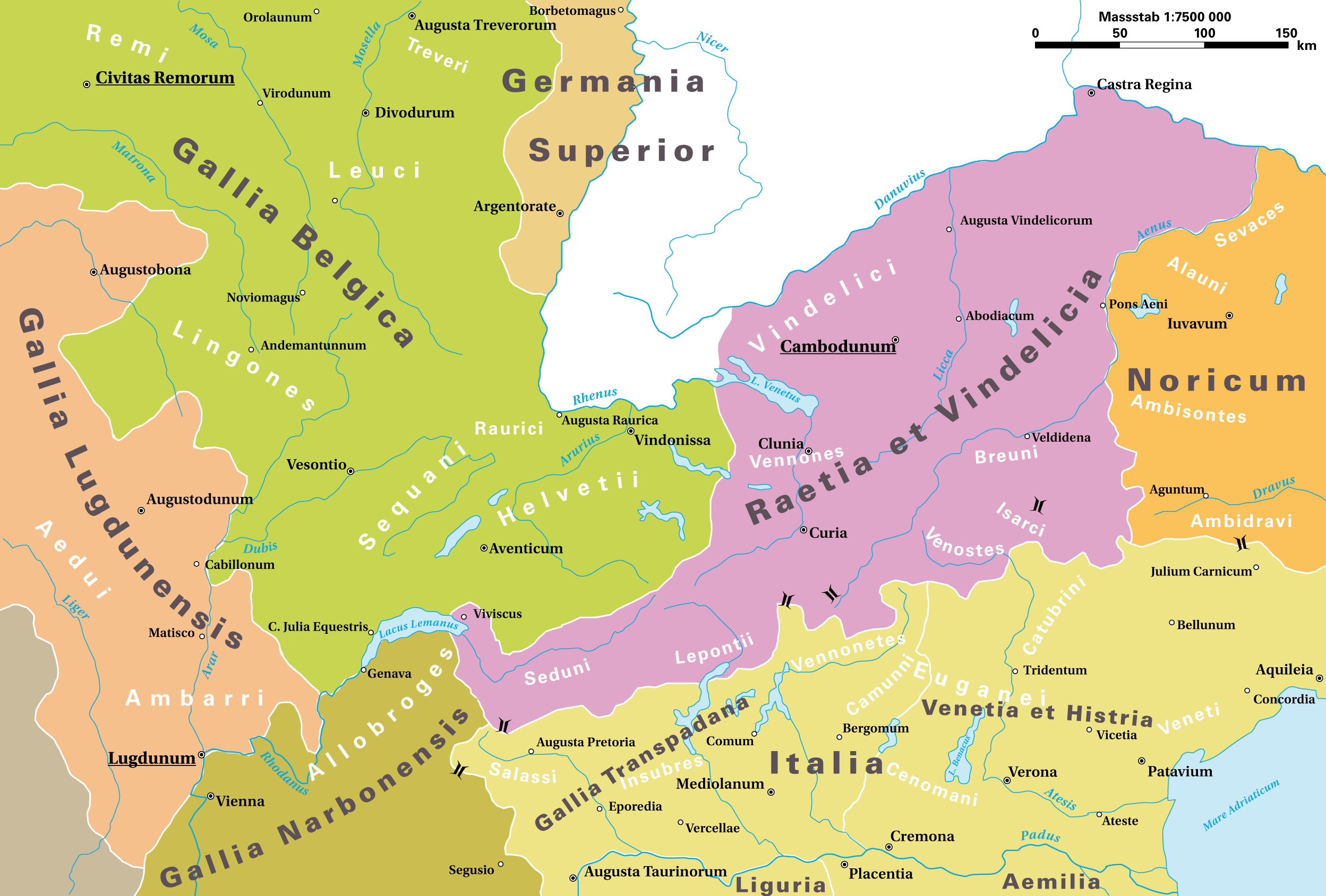
Römische Provinzen im Alpenraum ca. 14 n. Chr.

Die Vindeliker (auch Vindelizier; Vindelici, auch Vindolici und Vindalici; das Siedlungsgebiet wurde Vindelicia genannt) waren eine im Alpenvorland zwischen Bodensee und Inn siedelnde keltische Stämmegruppe. Sie treten erst anlässlich der Unterwerfung durch die Römer im Jahre 15 v. Chr. ins Licht der Geschichte.

## Geographie
Die Quellen, neben Strabon vor allem das Tropaeum Alpium, das Siegesdenkmal des Alpenfeldzuges, sind weder klar noch stimmen sie vollständig überein. Strittig ist vor allem, ob es sich bei den im Tropaeum genannten Stämmen der Cosuanaten / Cosuaneten, Runicaten / Rucinaten, Licaten und Catenaten um eben die vorher genannten „Vindelicorum gentes quattuor“ handelt oder ob diese vier nicht mit Namen aufgeführt sind und die genannten weitere Stämme sind. Eine Übereinstimmung mit Strabon ergibt sich bei den Likatiern (offenbar nach dem Lech (Licca) benannt, und daher in dessen Umgebung zu lokalisieren), doch nennt er auch noch die Estionen (bei Kempten) und die Brigantier (bei Bregenz). Als Hauptort der Likatier wird ein Ort Damasia genannt und als Akropolis beschrieben; er ist nicht identifiziert.
Da die Raeter, mit denen die Vindeliker von den Römern in der Provinz Raetia vereinigt wurden, etwas besser bekannt sind, kann man schließen, dass letztere nördlich der Alpen siedelten, wahrscheinlich bis zur Donau. Die Eroberung fiel den Römern offenbar ziemlich leicht, so dass man damit rechnen kann, dass das Land nicht besonders dicht bewohnt war. Trotzdem waren sie offenbar eine nicht unbeachtliche Größe, da sich der Stammesname, neben dem offiziellen Provinznamen Raetien, in allen unseren Quellen, den literarischen Texten wie den Inschriften, lange gehalten hat.
Ob es sich bei den von Strabon genannten Städten wirklich um keltische Oppida gehandelt hat, nicht erst um Gründungen der Okkupationszeit, ist offen. Wirklich bekannt ist lediglich das schon in vorrömischer Zeit aufgegebene und daher in römischen Berichten nicht erwähnte Oppidum von Manching bei Ingolstadt, wie auf der anderen Seite feststeht, dass es in Augsburg – trotz einiger keltischer Spuren – keine große Keltenstadt gegeben hat.

## Geschichte
Fest steht, dass ein Streifen nördlich der Alpen, in dem unter anderem die Vindelikerstämme siedelten, 15 v. Chr. von den Römern erobert worden ist. Die Beurteilung dieser Militäraktion hängt davon ab, wie man die allgemeinen politischen Ziele des Augustus einschätzt. Früher hat man überwiegend angenommen, es sei eine große Zangenbewegung gegen die Germanen geplant gewesen, einerseits nach Osten über den Rhein, und andererseits nach Norden über die Donau. Im Gegensatz dazu hält man heute überwiegend die Offensive im Norden für unwahrscheinlich, womit auch die große geostrategische Planung hinfällig wird. Eher wird es sich, wie schon Theodor Mommsen angenommen hatte, um die Sicherung der Alpenpässe und ihres Vorfelds gehandelt haben. Offenbar wurde zunächst nur ein ziemlich schmaler Bereich besetzt, mit einer Ausbuchtung lechabwärts bis in den Bereich des heutigen Augsburg.
Der Feldzug des Jahres 15 v. Chr. steht keineswegs vereinzelt da; vielmehr haben sowohl vorher wie nachher die Römer in den Alpen Krieg geführt. Dieses Ereignis ist vor allem deshalb berühmt geworden, weil die römischen Truppen unter dem Befehl von Mitgliedern des Kaiserhauses standen, was allerdings für eine besonders aufwendige Aktion sprechen kann. Jedenfalls ist es den Römern unter Tiberius und Drusus, den Stiefsöhnen des Augustus, gelungen, in diesem Sommer die Vindeliker zu unterwerfen. Eine Kontinuität der Besiedlung ist trotz der keltisch klingenden Städtenamen jedoch nicht erwiesen. Wie bei den Raetern sind wohl auch bei den Vindelikern Zwangsaushebungen vorgenommen worden, um den Widerstandswillen zu brechen; später gab es mindestens vier Kohorten dieses Namens. Das Gebiet blieb friedlich und wurde bald weitgehend romanisiert, von den Vindelikern blieb nur der Name der Stadt Augusta Vindelicum.

## Rekonstruktion vindelikischer Stämme

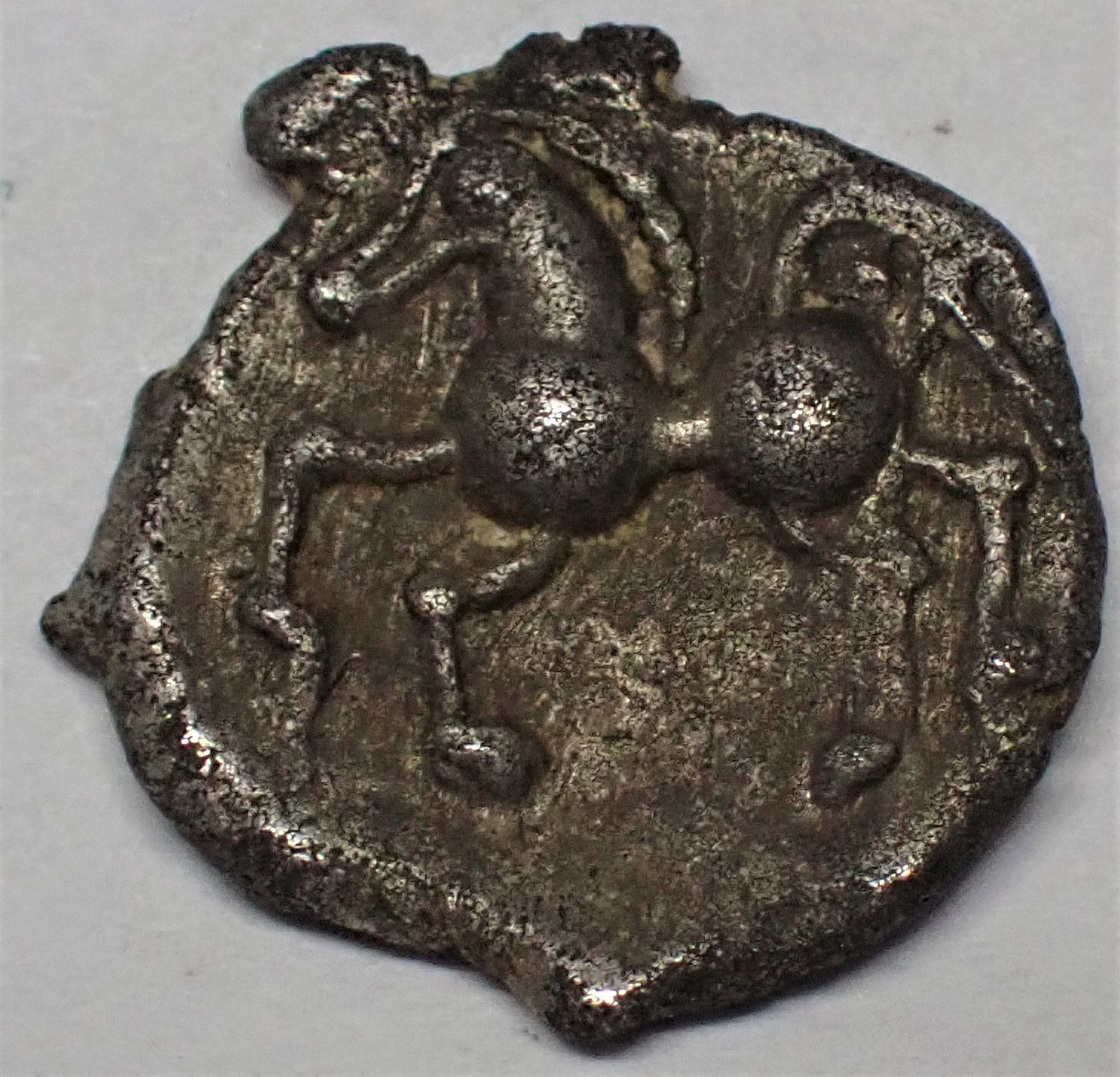
Sog. „Büschelquinar“ der Vindeliker, Pferd

Die vindelikischen Stämme sind – vorbehaltlich kleinerer und abgelegener Siedlungsgebiete der Civitates – aus der augusteischen Reichsvermessung rekonstruierbar, die der „Geographie“ des Ptolemaios zu Grunde liegt. Die Civitates sind wie folgt aufgeführt:
- im Norden: Rucinates
- darunter: Leuni und Cosuanetes
- dann: Benlauni
- dann: Breuni Liccates.

Dazu kommen die von Strabo erwähnten Brigantii und Estiones, die bis 114 n. Chr. in den Munizipien von Brigantium und Cambodunum aufgefangen waren, ebenso die Genaunes, die Strabo jedoch als Illyrer bezeichnet. Es lassen sich also 9 vindelikische Stämme, bzw. Civitates finden, von denen 4 – die Leuni, Benlauni, Brigantii und Estiones im Tropaeum Alpium als „Vindelicorum gentes quattuor“ aufgeführt sind.
Als gesichert gilt die Lokalisierung der Brigantii um Bregenz und der Estiones um Kempten dank Strabos Angaben, sowie der Breuni im Inntal zwischen Landeck und Innsbruck dank archäologischer Beweise.
Die Genaunen in Nachbarschaft der Breuni zu erschließen, ist daraus abzuleiten, dass die von Drusus nach diesen unterworfen wurden. Zur Lokalisierung der weiteren Stämme muss man Numismatik und Archäologie heranziehen, welche die Erkenntnis liefern, dass die nördlichsten Vindeliker um die Oppida von Finsterlohr und Heidengraben außerhalb der späteren Provinz lebten. Im späteren Militärgebiet am Limes zwischen Regensburg und Passau gab es keine Civitas, außer eingedrungenen Bojern, welche als Freunde Roms ihr Land für militärische Zwecke verfügbar zu halten hatten. Die Vindeliker waren hier wohl schon vor 15 v. Chr. von diesen überlagert, so dass nur um Biricianum Runicates saßen, beziehungsweise vorher auch im Oppidum Finsterlohr. In der Ostalb wären die Leuni, um das Oppidum Heidengraben zu lokalisieren. Diese wären dann nördliche Nachbarn der Estiones gewesen und später als Landbevölkerung der Civitas im Raum Günzburg-Faimingen zu denken. Dadurch gelangen die Consuanetes, welche nach Aussage des Tropaeums vor den Rucinates fielen in den Donauabschnitt zwischen Lech- und Altmühlmündung um die Oppida von Manching und Kelheim, später wohl nur noch südlich der Militäranlagen anzutreffen.
Die Benlauni müssten dann im Bereich des Oppidum bei Fentbach (Medullum?) und der starken Anhäufung der Viereckschanzen um München und Wolfratshausen zu lokalisieren sein. Außerdem ergibt sich so der Vierstämmebund des Tropaeums zwischen Bodensee und Ostalb bis zur mittleren Isar. Die Genaunen müssen also, da sie nach den Breuni unterworfen wurden, ihr altes Siedlungsgebiet zwischen Füssen und Mittenwald gehabt haben und wären danach als Umsiedler auf dem Auerberg im Allgäu denkbar. Hiergegen spricht das (mit Forschungsstand 2015) Fehlen keltischer Funde auf dem Auerberg, entgegen der alten Annahme, die Liccatii seien die Bewohner am Fluss Licca (= Lech) und der Auerberg deren von Strabo erwähnte „Akropolis“ Damasia. Es gibt Analogien in der Sagenwelt, nach der noch im letzten Jahrhundert im Allgäu erzählt wurde, dass um die Kirche auf dem Auerberg ständig ein „goldenes Kalb“ gehe, ein Pferd ohne Schädel vom Auerberg galoppiere oder ein kopfloser „Ecklegeist“ an der Westseite hause. Dass solche Erzählungen aus keltischen Vorstellungen hervorgegangen sind, wird zwar von einigen Autoren behauptet, aber heute kritisch gesehen. Auch der hypothetische Sprachvergleich des griechischen Wortes Damasia = Urberc (1167) = Auerberg (= Berg des Rindes) ist kein Beleg für die Gentes, welche die Befestigungen hier erbaute.
Der Nebenfluss des Poenus (Po) „Likias“ könnte die Liccates auch in den östlichen Grenzbereich zum Noricum erscheinen lassen. Die Platzierung im SO an der Grenze zur Transpadana (Norditalien N Po) wird auch dadurch gestützt, dass die Liccates in Italien eingefallen waren. Wenn man Licca aus dem Keltischen als Stein = Salz übersetzt, so könnten sie um Reichenhall-Karlstein die Herren des Salzbergbaus gewesen sein, in Tradition des illyrischen Hallein-Dürrnberg. Dies wird durch numismatische Funde gestützt, da das Grenzgebiet an der Salzach noch in den Bereich der vindelikischen Goldprägung fällt.
Damasia könnten also genauso gut die hochgelegenen Salzstätten repräsentieren. Außerdem schrieb Strabo über die Likattier: „Über diesen aber wohnen schon nahe am Winkel des Adriatischen Meeres und in der Gegend um Aquileia her einige Zweige der Noriker und der Karner...“ Sie sind also direkte Nachbarn des Noricums weit weg von Lech und Auerberg.

## Römische Auxiliareinheiten
Aus den Stämmen der Vindeliker wurden folgende römische Auxiliareinheiten aufgestellt:
- Cohors I Vindelicorum
- Cohors IV Vindelicorum